# Pseudoliomesus canaliculatus
Pseudoliomesus canaliculatus is een slakkensoort uit de familie van de Buccinidae. De wetenschappelijke naam van de soort is voor het eerst geldig gepubliceerd in 1874 door Dall.